# Pescaj

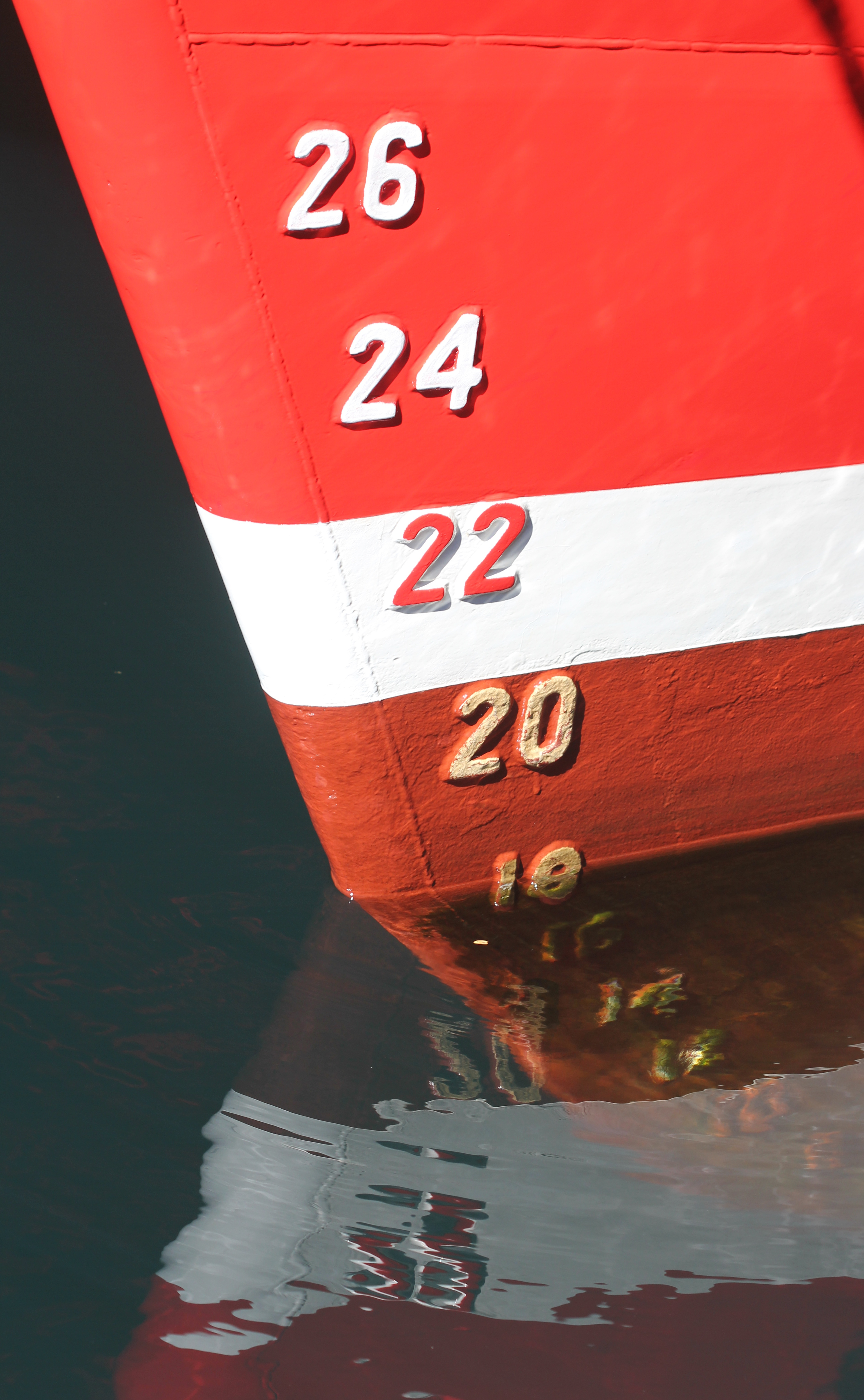
Scara de pescaj la proră (provă).

Prin pescaj se înțelege distanța măsurată pe verticală de la planul inferior al chilei până la planul liniei de plutire a navei. Se exprimă în decimetri sau în picioare. Este una dintre dimensiunile principale ale navei. Reprezintă adâncimea operei vii la diferite stări de încărcare. Variază în funcție de deplasamentul navei și de densitatea apei. Poate fi citit pe scările de pescaj aflate la prova, pupa și uneori și la centrul navei. 
Calculele de pescaj se efectuează cu ajutorul datelor scoase din scara de încărcare a navei. 

## În România
În legislația română, pentru navele de navigație interioară sunt valabile următoarele prevederi legale:
- Orice navă a cărui pescaj poate atinge 1 m trebuie să poarte pe fiecare parte a corpului către pupa cel puțin o scară de pescaj. Nava poate purta scări de pescaj suplimentare. Amplasarea acestora, numărul și caracteristicile lor de reprezentare sunt stabilite de autoritățile competente în funcție de zona de navigație, tipul, lungimea si pescajul navei.
- Scările de pescaj trebuie să fie gradate cel puțin în decimetri de la 0 la 300 mm deasupra planului de plutire a navei goale și de la 100 la 300 mm deasupra planului de încărcare maximă. Ele pot să fie reprezentate sub formă de linii însoțite de cifre de gradare sau sub formă de cifre de gradare (fără linii) piturate în culori vizibile. Zeroul lor trebuie să corespundă nivelului de jos al corpului navei, la dreapta scării, sau, dacă există chila, la nivelul inferior al chilei.
- Gradațiile scărilor de pescaj trebuie să fie realizate prin poansonare sau gravare sub controlul autorității competente.